# Ronny Montero
Ronny Fernando Montero Martínez (Santa Cruz de la Sierra, 15 maggio 1991) è un calciatore boliviano, difensore del Wilstermann della nazionale boliviana.

## Palmarès

### Club

#### Competizioni nazionali
- Campionato boliviano: 3

Oriente Petrolero: Clausura 2010
Wilstermann: Apertura 2018, Clausura 2019